# Pierluigi Petrini
Pierluigi Petrini (Milano, 8 giugno 1952) è un politico italiano.

## Biografia
Eletto alla Camera dei deputati alle elezioni politiche del 1992, è stato vice capogruppo vicario e poi capogruppo della Lega Nord dal 1993 al luglio 1995.
Dopo la caduta del governo Berlusconi I, si schiera a favore della nascita di un governo tecnico.
Si schiera a favore della mozione di sfiducia presentata contro il Ministro di grazia e giustizia Filippo Mancuso.
Nel luglio 1995 si dimette da capogruppo alla Camera, in contrasto con la decisione di Umberto Bossi di ostacolare la riforma previdenziale promossa dal governo Dini. Verrà sostituito da Vito Gnutti.
Nei mesi successivi le polemiche tra Petrini e gli altri esponenti della Lega non accennano a diminuire.
Nel corso del 1995, Petrini viene designato rappresentante della Lega nell'ambito dei vertici tra PDS, PPI e CDU. Tra la Lega e i partiti di centro-sinistra, tuttavia, non si realizzerà alcun accordo elettorale; sfumerà anche l'ipotesi di un patto di desistenza nella circoscrizione Lombardia 2.
In polemica con questa decisione, molti esponenti del partito, tra cui Petrini, passeranno a Rinnovamento Italiano.
Petrini viene rieletto nelle liste de L'Ulivo. Nella XIII legislatura (1996-2001) è Vicepresidente della Camera dei deputati. [Archivio Camera dei Deputati] 
Dopo la vittoria elettorale del centro-sinistra, Petrini sottolinea l'opportunità di non raggiungere ad accordi con Bossi.
Nella XIV legislatura (2001-2006) è eletto in Senato nelle liste della Margherita e ne è il Presidente del gruppo in I Commissione.